# Solar Impulse
Solar Impulse war ein Flugzeugprojekt der Schweizer Bertrand Piccard und André Borschberg sowie die Bezeichnung der zwei gebauten Solarflugzeuge.
Ziel des Projekts war es, eine Kommunikationsplattform für neue technische, ökologische und ökonomische Wissenschaften zu errichten und nach der Erprobungsphase umweltschonende Motorflugzeuge ohne Verbrauch von Brennstoff zu konstruieren. Die Erlangung eines Weltrekordes war ausdrücklich nicht im Fokus.
2012, drei Jahre nach dem Erstflug in der Schweiz, gelang dem ersten Flugzeug Solar Impulse HB-SIA der erste Interkontinentalflug eines mit Solarenergie betriebenen Flugzeuges.
Vom 3. Mai bis 6. Juli 2013 überflog diese Solar Impulse die Vereinigten Staaten in fünf Etappen.
Von März bis August 2015 sollte eine Weltumrundung in mehreren Etappen mit der HB-SIB, dem zweiten gebauten Modell, stattfinden. Dieser Flug musste im Juli 2015 auf Hawaii für etwa neun Monate unterbrochen werden. Vom 21. bis 23. April 2016 wurde mit dem Weiterflug nach Kalifornien die Pazifiküberquerung erfolgreich abgeschlossen. Am 26. Juli 2016 endete mit der Landung in Abu Dhabi die Weltumrundung erfolgreich.

## Projektziel
Das Ziel des Projekts war, die Menschen für die Notwendigkeit des Energiesparens und der Nutzung und Förderung von erneuerbaren Energien zu sensibilisieren. Der Flug sollte die dazu notwendige Aufmerksamkeit erzeugen.

## Vision des Hauptinitiators Bertrand Piccard

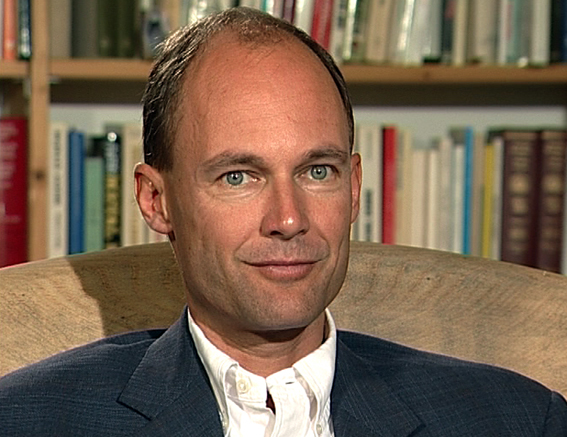
Bertrand Piccard (1999)

Das Projektziel, umweltschonend fliegende Motorflugzeuge ohne Verbrauch von Brennstoff zu konstruieren, entstand, nachdem Piccard eine Nonstop-Weltumrundung im Heissluftballon Breitling Orbiter 3 im Jahr 1999 erfolgreich vollendet hatte.
In seinen öffentlichen Auftritten betonte Bertrand Piccard immer wieder die visionären Ambitionen des Projekts: die Neuorientierung des Lebensstils der industrialisierten Gesellschaft, die unverantwortlich mit den natürlichen fossilen Ressourcen des Planeten umgeht. Er wollte aufzeigen, dass eine verantwortliche, nachhaltige Energiewende möglich und zwingend notwendig sei; es sei bereits mit der verfügbaren Technik möglich, den Energieverbrauch mehr als zu halbieren. Das Projekt sei nicht nur als Flugzeug zu verstehen, sondern als wirtschaftliche, umweltpolitische und wissenschaftliche Botschaft und Symbol, berichtete er vor einer Kommission der französischen Nationalversammlung.
Eine besondere Erkenntnis gewann Piccard nach der Landung der Non-Stop-Ballonfahrt rund um die Erde in Ägypten. Als er sah, dass von den 3,7 Tonnen Flüssiggas, welches der Ballon beim Start an Bord hatte, nur noch 40 Kilogramm übrig waren, gab er sich nach eigener Aussage das Versprechen, seine nächste Weltumrundung ohne Treibstoff zu unternehmen, um von der Bedrohung der Begrenztheit von fossiler Energie unabhängig und sicher zu sein. Diese Abhängigkeit sei auch für die Menschheit eine grössere Gefahr als das Abenteuer der Weltumrundung. Nach der längsten Etappe von Japan nach Hawaii über den Pazifik betonte er, dass diese länger als alle anderen einsitzigen Flüge mit Treibstoff war. Inzwischen könne man länger ohne Treibstoff fliegen als mit. Das sei nicht nur erstmals in der Geschichte der Luftfahrt, sondern auch in der Geschichte der erneuerbaren Energien.
Das Projekt wurde von einer breiten Presseberichterstattung weltweit getragen.

## Zeitplan

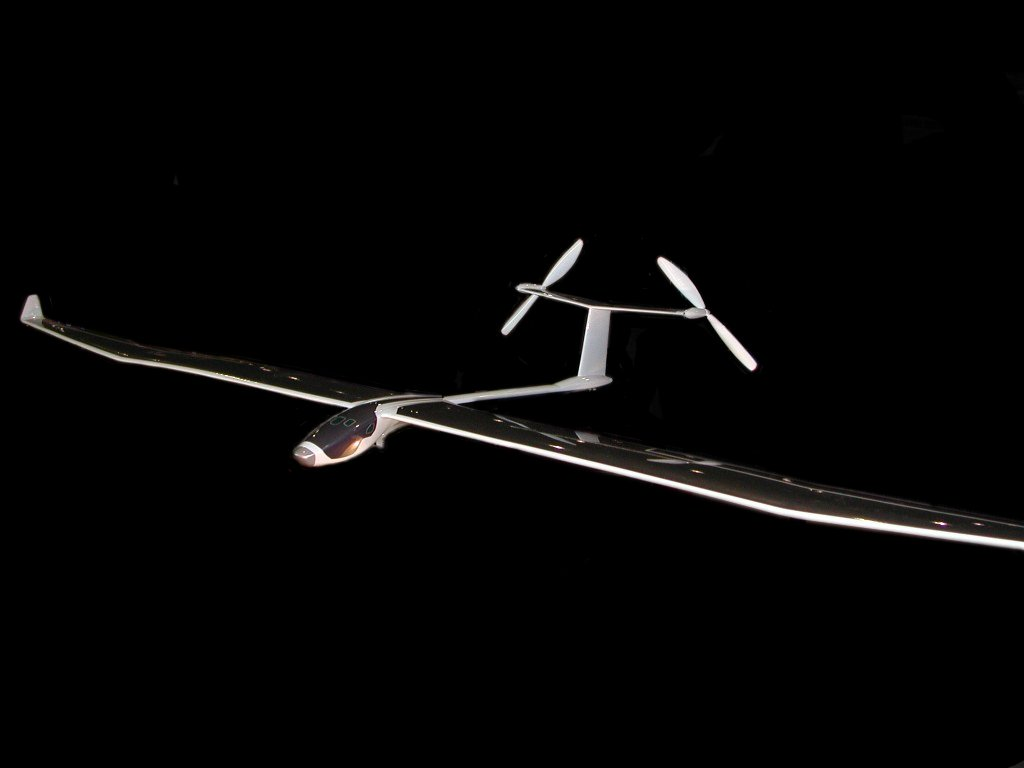
Konzept aus dem Jahr 2004

Am 28. November 2003 verkündeten Piccard und Borschberg offiziell den Beginn des Projekts, nachdem eine Studie der Eidgenössischen Technischen Hochschule Lausanne (EPFL) die Machbarkeit bestätigt hatte. 2004 folgte die Gründung der Solar Impulse SA. Die EPFL, die ESA und der französische Flugzeughersteller Dassault Aviation konnten als Partner gewonnen werden.
Im Juni 2007 begann der Bau des ersten Prototyps HB-SIA. Sein Erstflug fand am 3. Dezember 2009 auf dem Militärflugplatz Dübendorf statt.
Ab 2011 wurde an einem zweiten Prototyp HB-SIB gearbeitet. Dieser sollte neben anderen Verbesserungen auch über eine Druckkabine verfügen. Weil beim letzten Strukturtest im Juli 2012 ein Flügelholm des Prototyps brach, verschob sich der Zeitplan der Weltumrundung. Sie fand ab dem 9. März 2015 in zwölf Etappen statt – ein Jahr später als geplant.

## Prototyp HB-SIA

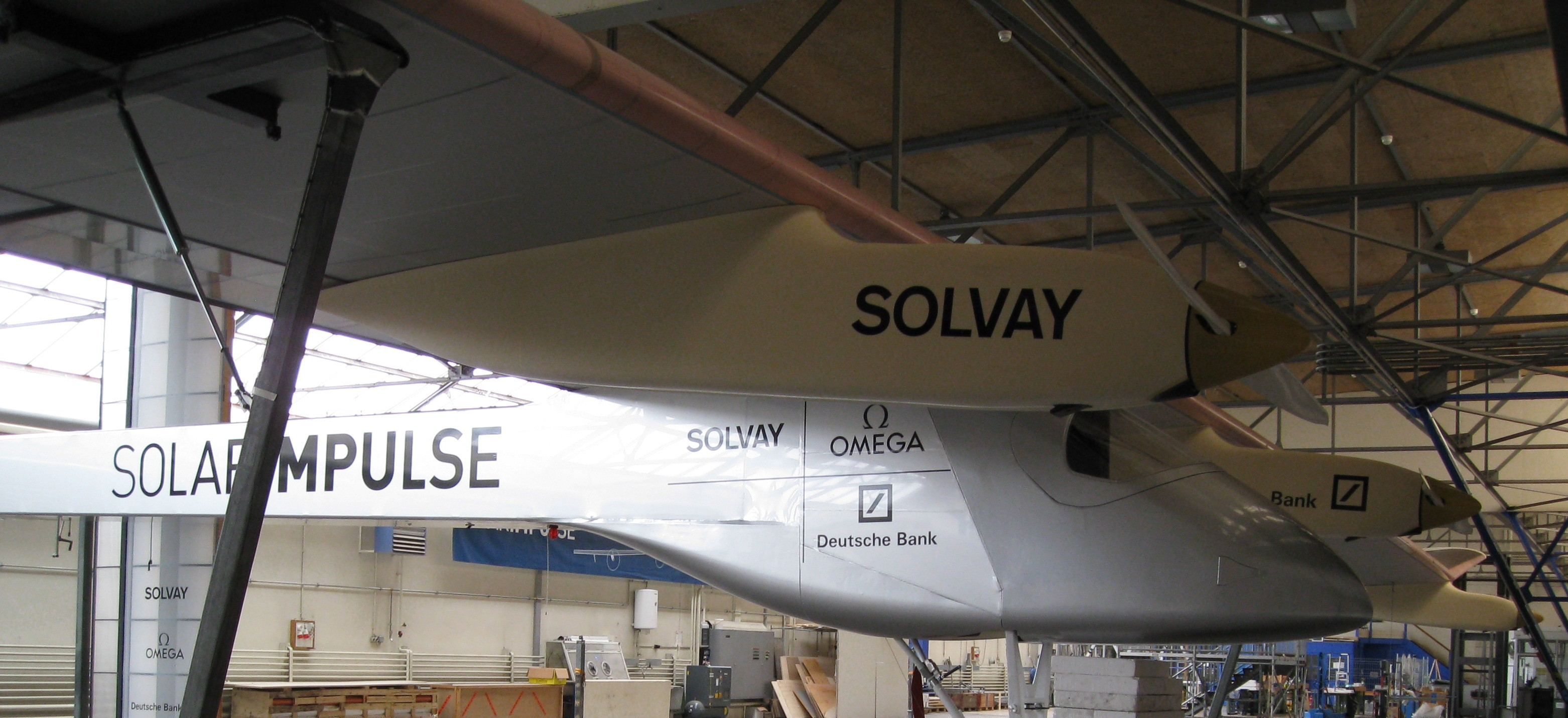
Solar Impulse HB-SIA

Die Konstruktion und der Bau des ersten Prototyps mit dem Luftfahrzeugkennzeichen HB-SIA begann 2007. Das Ziel war, im Jahr 2010 den ersten Nachtflug durchzuführen. Das Flugzeug wurde 2009 fertiggestellt.

### Aufbau
Die HB-SIA ist ein freitragender viermotoriger Schulterdecker mit hoher Flügelstreckung. Die Spannweite beträgt 63,40 Meter, etwa entsprechend dem Airbus A340, bei einem Gewicht von lediglich 1,6 Tonnen. Die durchschnittliche Fluggeschwindigkeit beträgt ca. 70 km/h. Das einsitzige Cockpit hat keine Druckkabine, somit ist die maximale Flughöhe auf 8500 Meter beschränkt. Der Pilot benötigt aufgrund der grossen Flughöhe Wärmekleidung und eine Sauerstoffmaske. Um die geforderten Flugleistungen zu erreichen, ist ein extremer Leichtbau notwendig. Der Rumpf ist ein Gitterfachwerk aus mit Kohlenstoff-, Aramid- und Glasfasern verstärktem Kunststoff und ist wie Leitwerke und Flügelunterseite mit einer dünnen Kunststofffolie bespannt, die Unterseite der Querruder sogar nur mit einem Netz. Die Tragfläche ist aus einem Kastenholm und 120 formgebenden Rippen aufgebaut. Von den 11.628 Solarzellen sind 10.748 auf der Tragflächenoberseite (etwa 200 m²) und 880 auf dem Höhenleitwerk angebracht. Die Elektromotoren sind in vier langgestreckten Motorgondeln unter der Tragfläche montiert und treiben über ein Getriebe die niedertourigen zweiblättrigen Zugpropeller mit lediglich 200 bis 400/min an. Ebenso sind in jeder Motorgondel 70 LiPo-Akkumulatorzellen sowie deren Lade- und Überwachungselektronik untergebracht. Das Fahrwerk besteht aus einem zentralen, einziehbaren Hauptrad an einem hohen Ausleger unter der Rumpfgondel, zwei nach hinten einklappbaren Stützrädern an den Tragflächen zwischen den Motorgondeln und einem festen Spornrad am unteren Ende des Seitenleitwerkes. Durch die sehr geringe Flächenbelastung (8 kg/m²) ist das Flugzeug empfindlich gegenüber Turbulenzen.

### Flugerprobung und Rekordflüge

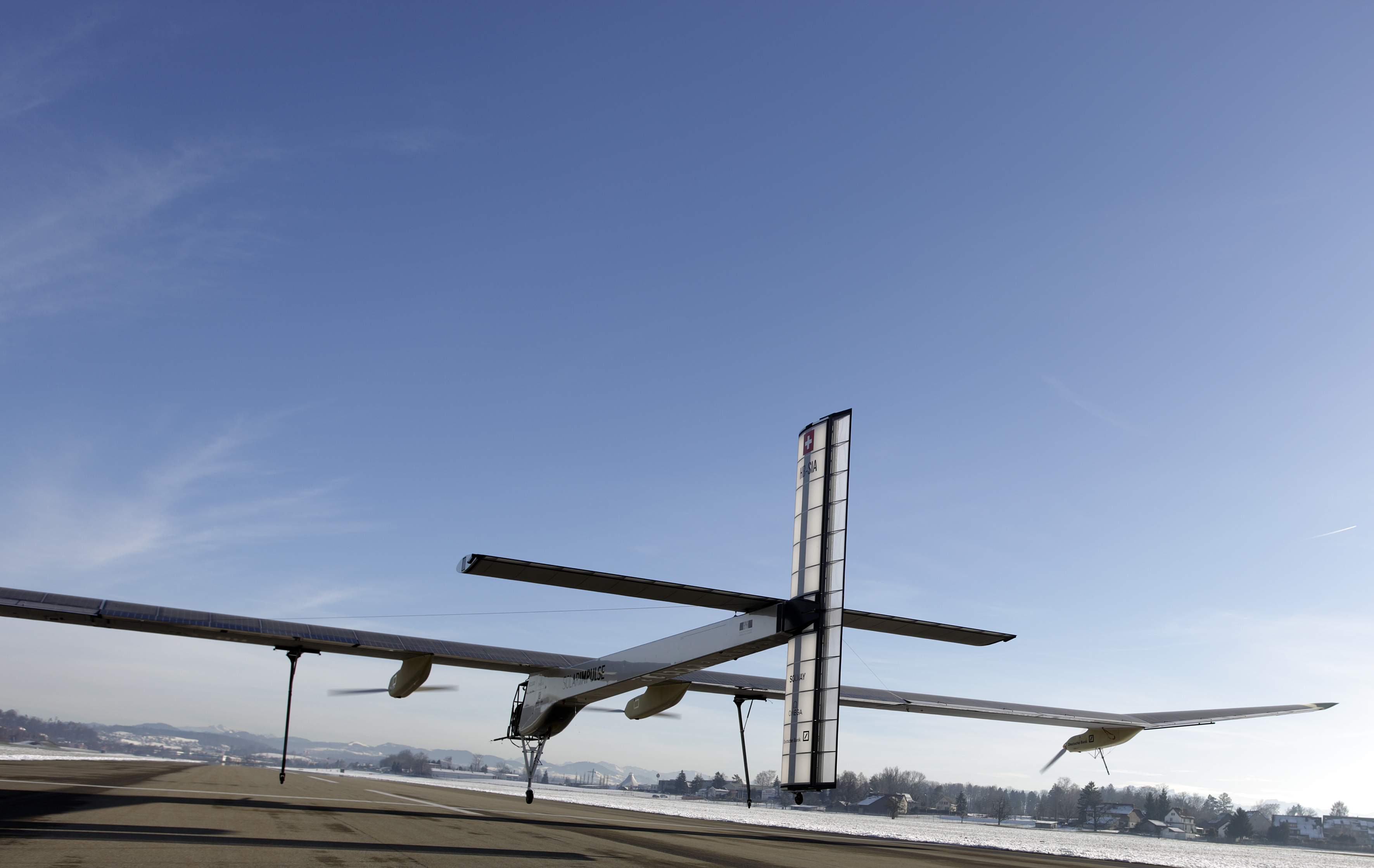
HB-SIA hebt erstmals im Dezember 2009 in Dübendorf ab

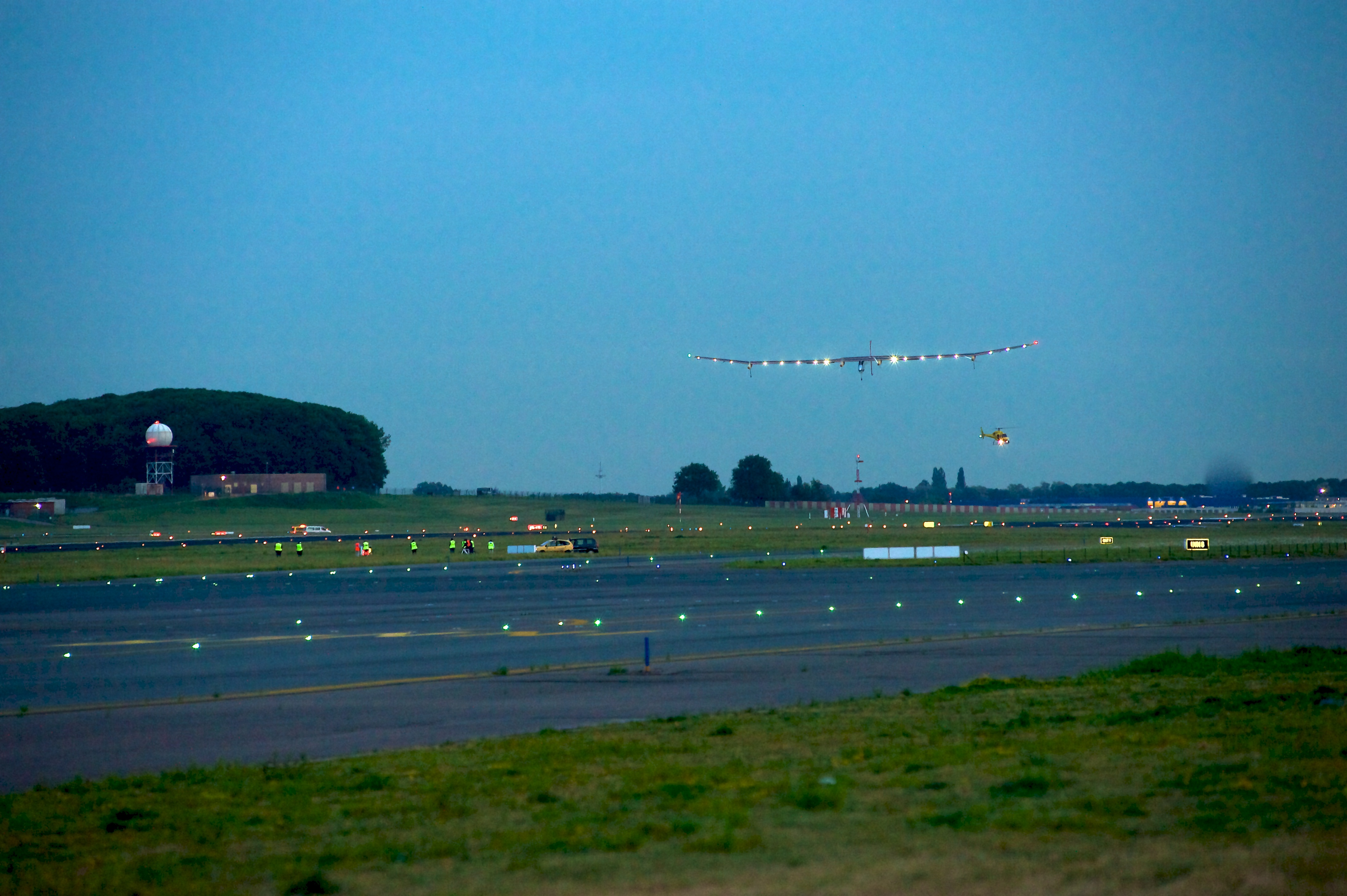
Landeanflug der HB-SIA auf den Flughafen Brüssel-Zaventem im Mai 2011

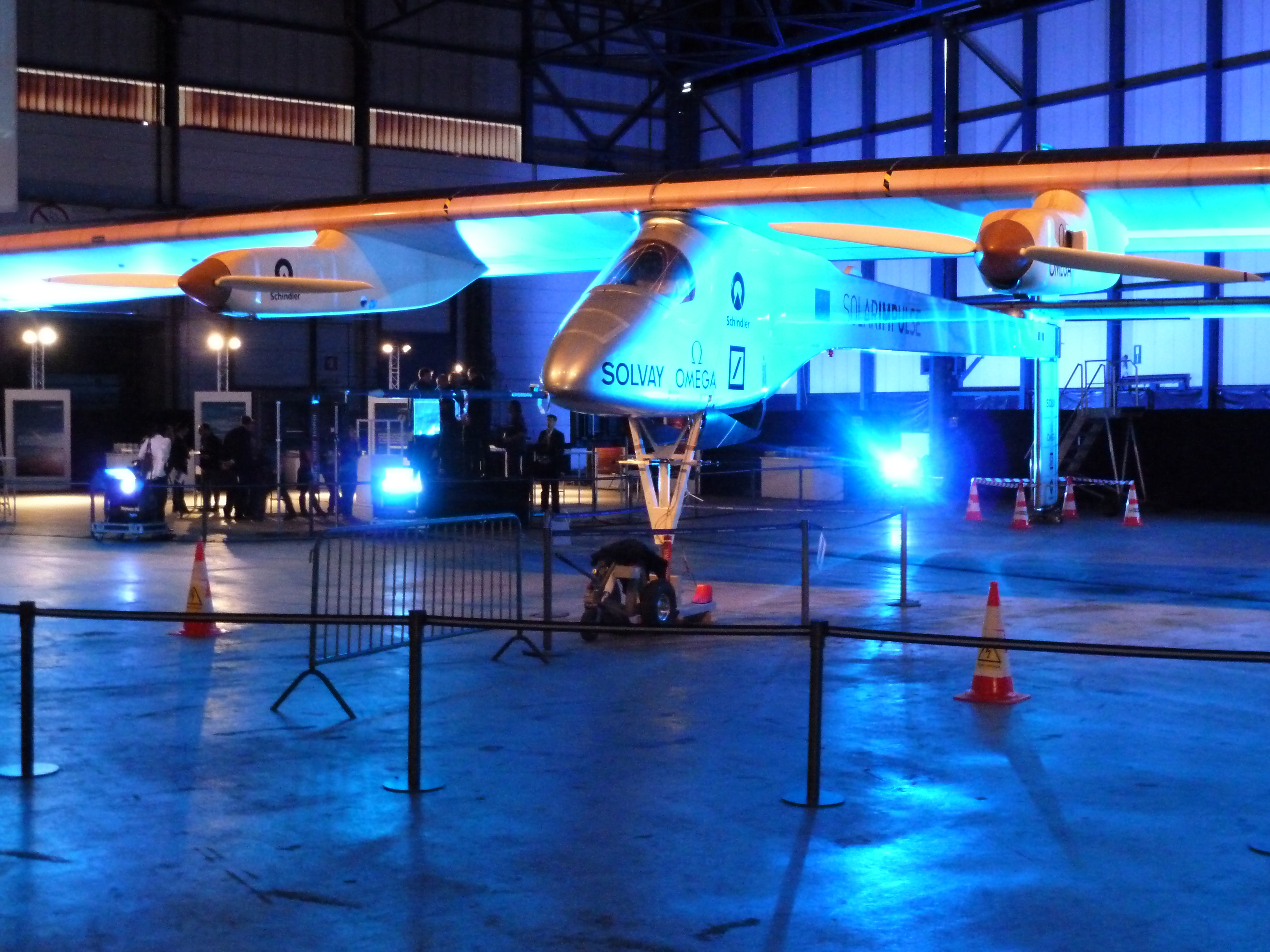
Die HB-SIA auf dem Flughafen Brüssel

Am 6. November 2009 verliess der Prototyp HB-SIA zum ersten Mal den Hangar des Flughafens in Dübendorf. Es wurden verschiedene Tests zu elektromagnetischen Interferenzen bei laufenden Motoren durchgeführt. Am 19. November legte das Flugzeug die ersten Meter auf der Startbahn aus eigener Kraft zurück. Der erste kurze Flug über eine Distanz von 350 Metern gelang am 3. Dezember 2009 und dauerte 30 Sekunden.
Am 7. April 2010 folgte der erste ausführliche Jungfernflug in Payerne. Er dauerte etwa 1½ Stunden, wobei der Testpilot 1200 Meter Flughöhe erreichte. Die Erwartungen wurden übertroffen, das Flugzeug zeigte ein äusserst stabiles Flugverhalten.

Der erste Flug über Tag und Nacht (mit 26 Stunden Flugzeit) und damit auch der erste Nachtflug fand vom 7. auf den 8. Juli 2010 statt. Die Solar Impulse mit dem Piloten André Borschberg stieg zunächst am Tag auf über 9000 Meter und lud dabei die Akkus. Nach Sonnenuntergang sank sie in der Nacht zunächst ohne Motoren wieder auf 1500 Meter ab, um dann mit dem Strom aus den Akkus bis zum Sonnenaufgang die Höhe zu halten (Akkuladung bei Sonnenaufgang über 40 %). Der Prototyp stellte somit neue Rekorde unter den Solarflugzeugen auf.
Im September 2010 startete der Prototyp erstmals einen Schweizer „Städteflug“ abseits eines Militärflugplatzes. Er landete auf den internationalen Flughäfen Genf, Zürich und flog über Bern und Luzern.

Der erste europäische Flug führte im Mai 2011 von Payerne in der Schweiz über Frankreich, Deutschland, Luxemburg nach Belgien, um in Brüssel zu landen. Dort fanden einige politische Gespräche statt, die Europäische Kommission ist Schirmherrin des Projekts. Im Juni war die HB-SIA „Spezialgast“ bei der Pariser Luftfahrtschau.

#### Interkontinentalflug
Im Mai/Juni 2012 unternahm die HB-SIA den ersten Interkontinentalflug über die Strasse von Gibraltar. Nach ihrem Start in Payerne flog sie zunächst nach Madrid. Auf der ersten Etappe nach Madrid konnten zwei weitere Rekorde zur Fluglänge am Stück aufgestellt werden: 1116 Kilometer.
Der erste Interkontinentalflug eines mit Solarenergie betriebenen Flugzeuges führte dann am 5. Juni 2012 in rund 19 Stunden über 830 Kilometer von Madrid (Spanien) nach Rabat (Marokko). Die Besatzung landete auf dem Flughafen der marokkanischen Hauptstadt. Der Besuch in Marokko ist auf Einladung der Marokkanischen Agentur für Solarenergie (Moroccan Agency for Solar Energy, MASEN) anlässlich des Baubeginns des solarthermischen Kraftwerks in der Provinz Ouarzazate erfolgt. Die Anlage soll im Rahmen von Desertec 500 Megawatt Solarstrom liefern und hätte 2014 zeitgleich mit der Erdumrundung den Betrieb aufnehmen sollen. Der marokkanische König Mohammed VI. treibt mit der MASEN den marokkanischen Solarplan voran, der bis 2020 zwei Gigawatt Solarstrom vorsieht. Zu diesem Zweck flog das Solarflugzeug am 21. Juni von Rabat nach Ouarzazate und am 30. Juni zurück nach Rabat, bevor es schliesslich am 6. Juli 2012 in einem 17-stündigen Flug über 898 Kilometer nach Spanien zurückflog. Am 24. Juli 2012 kehrte das Flugzeug in die Schweiz zurück.
Die Reise nach Nordafrika war als letzte Testmission des Prototyps HB-SIA geplant. Die nächsten Flüge sollten mit dem grösseren HB-SIB durchgeführt werden wie auch die zwei Jahre später geplante Erdumrundung.

#### USA-Überquerungsflug

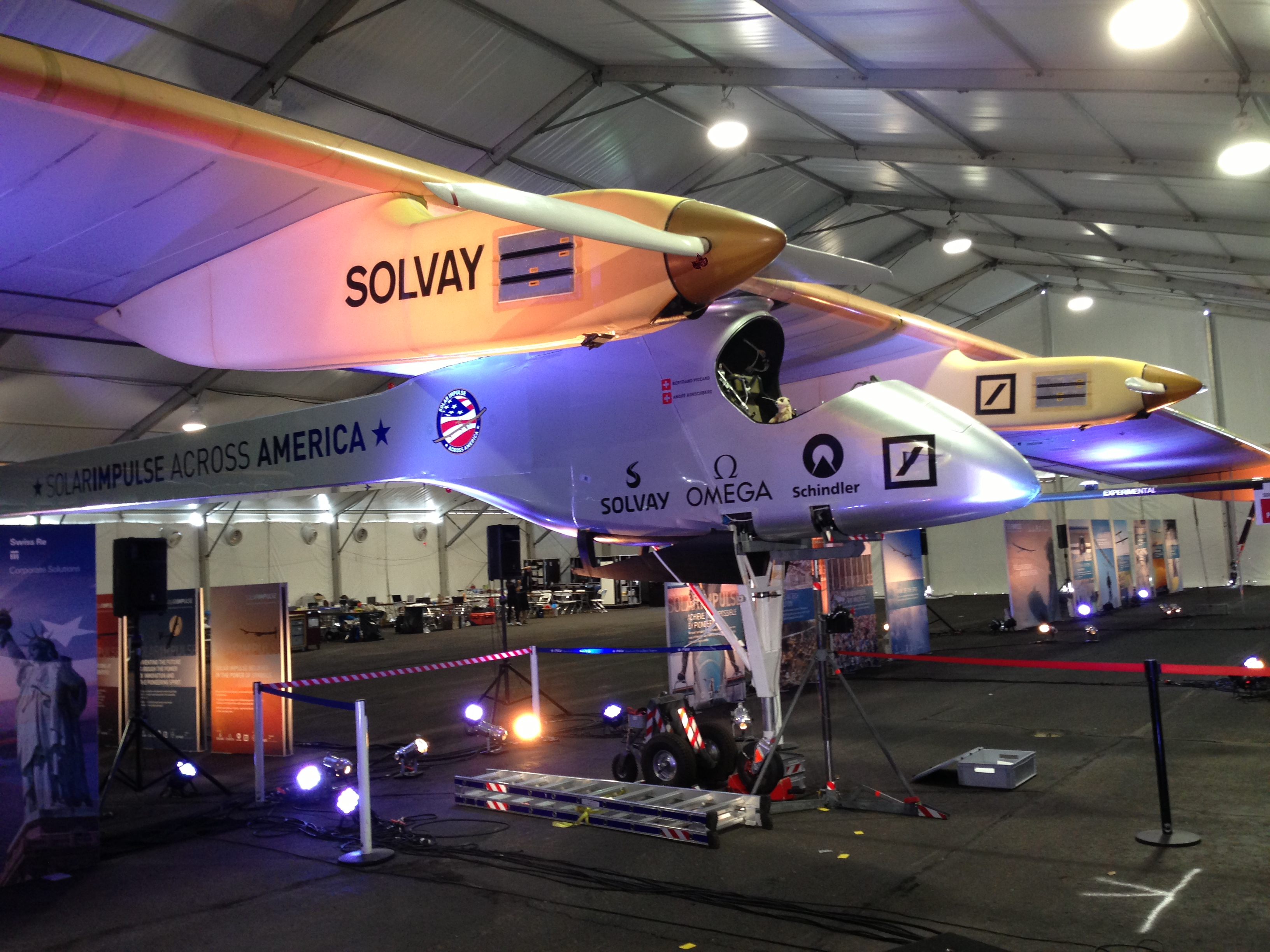
HB-SIA beim Zwischenstopp in Phoenix (Arizona)

Weil sich jedoch die Fertigstellung des HB-SIB verzögerte, wurde mit dem HB-SIA im Jahr 2013 ein Flug über die Vereinigten Staaten von der West- zur Ostküste über 5000 Kilometer unternommen (cross-country US flight).
Die Etappen führten von Mountain View (Kalifornien) über Phoenix Sky Harbor International Airport (Arizona), Dallas/Fort Worth International Airport (Texas), Lambert-Saint Louis International Airport (Missouri) und Dulles International Airport (Washington, D.C.) nach John F. Kennedy International Airport (New York City). Der Flug startete am 3. Mai 2013 bei San Francisco. Ende Juni hatte er den grössten Teil geschafft und war in Washington am vorletzten Punkt angekommen.
Am 6. Juli 2013 um 23:09 EDT landete die Solar Impulse auf dem John F. Kennedy International Airport in New York City.
Die Ankunft nach der letzten, etwa 18-stündigen Etappe erfolgte wegen eines 2,5 Meter grossen Risses an der Unterseite der linken Tragfläche drei Stunden früher als geplant. Insgesamt war die Solar Impulse 105 Stunden und 41 Minuten in der Luft, also knapp viereinhalb Tage. Dabei legte sie etwa 3000 Meilen, also mehr als 5600 Kilometer, zurück. Im Schnitt war sie 28,8 Knoten schnell, etwa 53 Kilometer pro Stunde. Die HB-SIA wurde danach in den Vereinigten Staaten demontiert und am 5. August 2013 mit einer B-747F (mit 64,40 m Spannweite) der Cargolux zum Militärflugplatz Dübendorf gebracht und mit 2 Autokränen abgesetzt. Die HB-SIA befindet sich nun dort demontiert in einem Hangar.

### Technische Daten des Prototyps HB-SIA
| Maximale Flughöhe                 | Maximale Flughöhe                                                           | 8500 m                  |
| Maximale Startmasse               | Maximale Startmasse                                                         | 1600 kg                 |
| Durchschnittliche Geschwindigkeit | Durchschnittliche Geschwindigkeit                                           | 70 km/h                 |
| Abrissgeschwindigkeit             | Abrissgeschwindigkeit                                                       | 35 km/h                 |
| Gleitzahl                         | Gleitzahl                                                                   | 35                      |
| Spannweite                        | Spannweite                                                                  | 63,40 m                 |
| Rumpflänge                        | Rumpflänge                                                                  | 21,85 m                 |
| Höhe                              | Höhe                                                                        | 6,40 m                  |
| Antrieb                           | vier Elektromotoren à                                                       | 7,35 kW Maximalleistung |
| Antrieb                           | vier Zweiblattpropeller                                                     | 3,5 m Durchmesser       |
| Lithium-Polymer-Akkus             | Masse                                                                       | 4 × 100 kg              |
| Lithium-Polymer-Akkus             | Energiedichte                                                               | 200 Wh/kg ≙ 720 kJ/kg   |
| Lithium-Polymer-Akkus             | Kapazität                                                                   | 80 kWh                  |
| Photovoltaischer Wirkungsgrad     | 11.628 monokristalline Rückseitenkontakt-Solarzellen, 150 Mikrometer Stärke | 22,5 %                  |

### Rekorde der HB-SIA
Rekorde in der Kategorie Solarflugzeug, die nach dem Nachtflug im Oktober 2010 vom internationalen Luftsportverband FAI ratifiziert wurden:
| Kategorie     | Ergebnis                |
| ------------- | ----------------------- |
| Absolute Höhe | 9235 m                  |
| Höhengewinn   | 8744 m                  |
| Flugdauer     | 26 Std. 10 Min. 19 Sek. |

Auf der 1. Etappe des Interkontinentalflugs von Payerne (Schweiz) nach Madrid wurden am 25. Mai 2012 zwei weitere Rekorde zur Fluglänge in der Kategorie Solarflugzeug anerkannt.
| Kategorie                                         | Ergebnis  |
| ------------------------------------------------- | --------- |
| Freie Flugstrecke                                 | 1116 km   |
| Flugstrecke entlang im Voraus erklärter Wegpunkte | 1099,3 km |

## Solar Impulse 2 (HB-SIB)

### Bau und Erprobung
Das Flugzeug wurde von 2011 bis 2014 gebaut und am 9. April 2014 auf dem Schweizer Militärflugplatz Payerne der Öffentlichkeit vorgestellt. Der erfolgreiche erste Testflug erfolgte am 2. Juni 2014 mit Testpilot Markus Scherdel vom Flugplatz Payerne. Für die Flüge über die Ozeane ist es besser ausgestattet, insbesondere was die möglichen Massnahmen betrifft, welche der Pilot im Falle eines Problems treffen kann. Die Nutzlast wurde erhöht und die Verkabelung und Elektronik (Avionik) wasserdicht gemacht, um auch bei Regen fliegen zu können. Dank redundanter Systeme erhöht sich die Zuverlässigkeit, durch Sauerstoffversorgung und weitere Systeme zur Unterstützung des Piloten (einfacher Autopilot) sollen bis zu fünftägige Flüge möglich werden. Trotz grösseren Cockpits für mehr Bewegungsfreiheit ist die Ausstattung aber verhältnismässig primitiv, der Pilot muss diese extreme Leistung nämlich in einer ungeheizten Kabine ohne Druckausgleich vollbringen. Mit 72 Metern Spannweite ist die Si2 breiter als die Boeing 747 und dabei aufgrund der Leichtbauweise lediglich so schwer wie ein Mittelklassewagen. Das Flugzeug ist mit 17.000 Solarzellen bestückt.
Für das zweite Modell wurden mit den Partnern neue Werkstoffe und Herstellungsverfahren entwickelt, um die Leistung zu erhöhen. Es kommen Kohlenstofffasern, Nanotechnologie und ein neuartiger Elektrolyt für die Batterien zum Einsatz, der deren Energiedichte weiter erhöht. Der HB-SIA wurde noch mit vergleichsweise konventionellen Technologien konstruiert.

### Weltumrundung

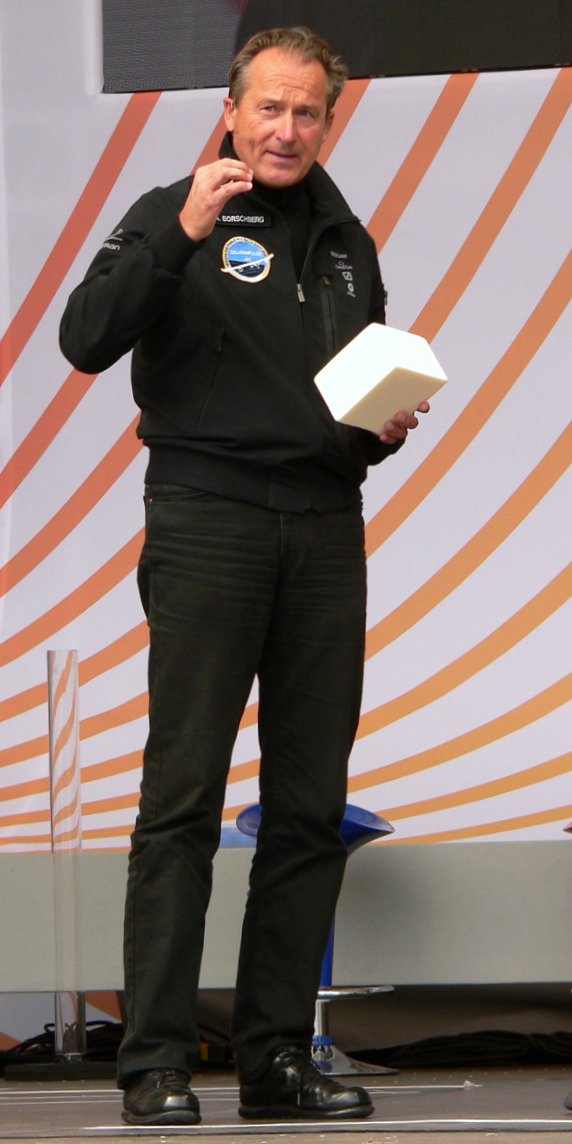
Pilot der Solar Impulse André Borschberg, 2011

Am 20. Januar 2015 wurde die geplante Route zur Weltumrundung der Si2 bei einer Pressekonferenz auf dem World Future Energy Summit in Abu Dhabi bekanntgegeben. Die Si2 flog auf ihrer Weltumrundung über zwei Ozeane und vier Kontinente und legte dabei rund 35.000 Kilometer zurück. Als Piloten lösten sich die beiden Chefentwickler des Projekts, Bertrand Piccard und André Borschberg, ab.

#### Planung
Die Weltumrundung sollte nach der ersten Planung im Zeitraum zwischen Ende Juli und Anfang August 2015 abgeschlossen sein. Zwölf Landungen waren geplant, die Reise sollte fünf Monaten dauern. Die Kommandozentrale mit rund 30 Ingenieuren, Mathematikern und Meteorologen befindet sich in Monaco.
Die Si2 sollte vom New Yorker John F. Kennedy International Airport die Atlantiküberquerung und den letzten Zwischenstopp an einem Ort in Europa bzw. Nordafrika ansteuern, um dann wieder am Ausgangspunkt in Abu Dhabi zu landen. Als mögliche Ziele wurden Sevilla, Rabat, Toulouse und Paris (Flughafen Le Bourget) angegeben.
Als vorletzte Etappe sollte am 11. Juli 2016 von Sevilla nach Kairo geflogen werden.

#### Verlauf

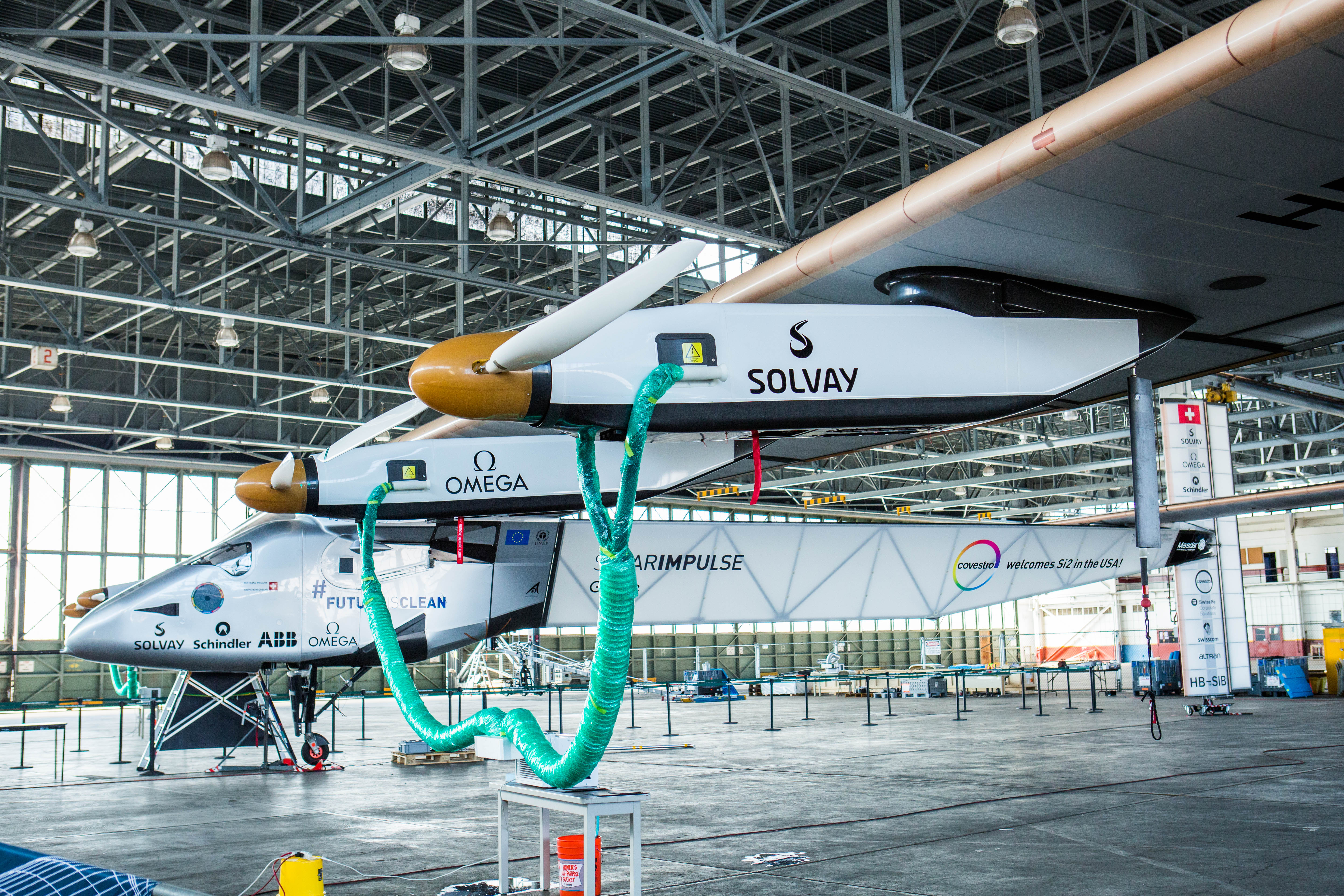
Solar Impulse 2, grüne Luftschläuche zu den Akkus, Reparaturpause auf Hawaii, April 2016

Am 6. Januar 2015 wurde die Si2 auf dem Militärflugplatz Payerne in 25 Teile zerlegt, in den Frachtraum einer Boeing 747-400 der Cargolux verladen und nach Abu Dhabi gebracht. Die Zerlegung der Si2 hatte rund einen Monat gedauert. Am 19. Januar 2015 war das Flugzeug bereits wieder zusammengebaut.
Für den ersten Streckenabschnitt (Leg) am 9. März 2015 von rund 430 Kilometer vom Flughafen al-Bateen im Golfemirat Abu Dhabi nach Maskat in Oman benötigte die Si2 mit André Borschberg am Steuer 13 Stunden und 2 Minuten. Am Morgen des 10. März brach die Si2 mit Bertrand Piccard am Steuer zur zweiten Etappe vom Flughafen Maskat in das 1465 Kilometer entfernte indische Ahmedabad auf. Der Ahmedabad Sardar Vallabhbhai Patel International Airport wurde nach knapp 16 Stunden Flugzeit erreicht. Von dort führte der dritte Flug, bei dem André Borschberg am Steuer sass, am 18. März 2015 über gut 1000 Kilometer zum Flughafen Varanasi in Indien. Die vierte Etappe von dort zum Flughafen Mandalay in Myanmar flog Bertrand Piccard am 19. März 2015. Das fünfte, 1375 km lange Teilstück von dort zum Flughafen Chongqing-Jiangbei in der Volksrepublik China wurde am 30. März 2015 in rund 20 Stunden ebenfalls von Bertrand Piccard absolviert.
Nach fast vier Wochen Wartezeit wegen ungeeigneten Wetters startete André Borschberg am 28. Juni 2015 kurz nach 18 Uhr UTC, Lokalzeit frühmorgens, in Japan zur mit Abstand längsten und daher schwierigsten Etappe. Das Ziel Hawaii liegt etwa 68 Längengrade ostwärts und 13 Breitengrade (auf der Nordhalbkugel) südwärts entfernt. Der Plan des Teams sah eine 6960 km lange Flugroute während 5 Tagen (120 h) vor. Am 29. Juni 2015, um 03h29 UTC überschritt das Flugzeug den wetterbedingten „Point of no Return“ dieser Etappe.
Am 3. Juli 2015 gegen 16 Uhr UTC landete Borschberg planmässig in Kalaeloa auf Oʻahu. Mit einer Flugzeit von 4 Tagen 21 Stunden 52 Minuten hat er den Rekord von Steve Fossett im Alleinflug übertroffen. Er musste über dem Pazifik zwei Kaltfronten überwinden. Mit Warteschleifen betrug die zurückgelegte Flugstrecke 8279 km.
Auf dem Flug von Nagoya nach Hawaii überhitzten die Batterien und wurden irreversibel beschädigt, da die Wärmeabfuhr geringer war als ursprünglich angenommen. Ihr Austausch und die Verbesserung der Kühlung nahm mehrere Monate in Anspruch. Anfang April 2016 absolvierte André Borschberg nach der Reparatur des Flugzeugs einen ersten, erfolgreichen Testflug über Hawaii. Am 21. April startete die Solar Impulse 2 zur nächsten planmässigen Etappe, Ziel war die Stadt Mountain View (Moffett Federal Airfield) in Kalifornien, wo der Flieger nach 62 Stunden landete. Mit der 1113 km – vergleichsweise – kurzen 10. Etappe am 2./3. Mai (UTC) wurden die Berge der Sierra Nevada überwunden – wegen Gegenwinds beim Durchgang einer Wetterfront zeitweise ohne Flugfortschritt über Grund – und bei Dunkelheit und Wind in Phoenix (Arizona) gelandet.
Nach weiteren Etappen landete Piccard mit der Solar Impulse 2 am 26. Juli 2016 erfolgreich in Abu Dhabi.
Am 22. November 2016 wurde die Si2 in Abu Dhabi zerlegt, in den Frachtraum einer Boeing 747-400 der Cargolux verladen und zum Militärflugplatz Dübendorf gebracht. Vor ihrem Verkauf an die Firma Skydweller im Jahr 2019 war sie nach Morges gelangt und von dort zu ihrem neuen Eigentümer nach Spanien. Beabsichtigt war zum Zeitpunkt des Verkaufs, dass das Flugzeug eines Tages im Verkehrshaus der Schweiz in Luzern ausgestellt würde.
| Leg      | Datum und Zeit (UTC)                          | Start                                                    | Ziel                                                     | Flug- distanz         | Flugdauer  | ∅-Tempo (Distanz/Dauer) | Pilot            | Beleg         |
| -------- | --------------------------------------------- | -------------------------------------------------------- | -------------------------------------------------------- | --------------------- | ---------- | ----------------------- | ---------------- | ------------- |
| 1        | 9. März 2015, 03:12 – 16:13                   | Abu Dhabi, VAE                                           | Maskat, Oman                                             | 441 km (238 sm)       | 13h 01'    | 33,88 km/h (18 kn)      | André Borschberg | [ 90 ]        |
| 2        | 10. März 2015, 02:35 – 17:55                  | Maskat, Oman                                             | Ahmedabad, Indien                                        | 1.485 km (802 sm)     | 15h 20'    | 96,85 km/h (52 kn)      | Bertrand Piccard | [ 91 ]        |
| 3        | 18. März 2015, 01:48 – 15:03                  | Ahmedabad, Indien                                        | Varanasi, Indien                                         | 1.215 km (656 sm)     | 13h 15'    | 91,70 km/h (50 kn)      | André Borschberg | [ 92 ]        |
| 4        | 18. März 2015, 23:52 – 19. März 2015, 13:21   | Varanasi, Indien                                         | Mandalay, Myanmar                                        | 1.398 km (755 sm)     | 13h 29'    | 103,68 km/h (56 kn)     | Bertrand Piccard | [ 93 ]        |
| 5        | 29. März 2015, 21:06 – 30. März 2015, 17:35   | Mandalay, Myanmar                                        | Chongqing, China                                         | 1.459 km (788 sm)     | 20h 29'    | 71,23 km/h (38 kn)      | Bertrand Piccard | [ 94 ]        |
| 6        | 20. April 2015, 22:06 – 21. April 2015, 15:28 | Chongqing, China                                         | Nanjing, China                                           | 1.344 km (726 sm)     | 17h 22'    | 77,39 km/h (42 kn)      | Bertrand Piccard | [ 95 ]        |
| 7        | 30. Mai 2015, 18:39 – 1. Juni 2015, 14:49     | Nanjing, China                                           | Nagoya, Japan                                            | 2.852 km (1.540 sm)   | 1d 20h 10' | 64,60 km/h (35 kn)      | André Borschberg | [ 96 ]        |
| 8        | 28. Juni 2015, 18:03 – 3. Juli 2015, 15:55    | Nagoya, Japan                                            | Kalaeloa, Hawaii, USA                                    | 7.212 km (3.894 sm)   | 4d 21h 52' | 61,19 km/h (33 kn)      | André Borschberg | [ 97 ]        |
| 9        | 21. April 2016, 16:15 – 24. April 2016, 06:44 | Kalaeloa, Hawaii, USA                                    | Mountain View, Kalifornien, USA                          | 4.086 km (2.206 sm)   | 2d 14h 29' | 65,39 km/h (35 kn)      | Bertrand Piccard | [ 98 ] [ 99 ] |
| 10       | 2. Mai 2016, 12:03 – 3. Mai 2016, 03:55       | Mountain View, Kalifornien, USA                          | Phoenix, Arizona, USA                                    | 1.113 km (601 sm)     | 15h 52'    | 70,15 km/h (38 kn)      | André Borschberg | [ 100 ]       |
| 11       | 12. Mai 2016, 10:05 – 13. Mai 2016, 04:15     | Phoenix, Arizona, USA                                    | Tulsa, Oklahoma, USA                                     | 1.570 km (848 sm)     | 18h 10'    | 86,42 km/h (47 kn)      | Bertrand Piccard | [ 101 ]       |
| 12       | 21. Mai 2016, 09:22 – 22. Mai 2016, 01:56     | Tulsa, Oklahoma, USA                                     | Dayton, Ohio, USA                                        | 1.113 km (601 sm)     | 16h 34'    | 67,18 km/h (36 kn)      | André Borschberg | [ 102 ]       |
| 13       | 25. Mai 2016, 08:00 – 26. Mai 2016, 00:49     | Dayton, Ohio, USA                                        | Lehigh Valley, Pennsylvania, USA                         | 1.044 km (564 sm)     | 16h 49'    | 62,08 km/h (34 kn)      | Bertrand Piccard | [ 103 ]       |
| 14       | 11. Juni 2016, 03:18 – 07:59                  | Lehigh Valley, Pennsylvania, USA                         | New York City, New York, USA                             | 265 km (143 sm)       | 4h 41'     | 56,58 km/h (31 kn)      | André Borschberg | [ 72 ]        |
| 15       | 20. Juni 2016, 06:30 – 23. Juni 2016, 05:38   | New York City, New York, USA                             | Sevilla, Spanien                                         | 6.765 km (3.653 sm)   | 2d 23h 08' | ca. 95,10 km/h          | Bertrand Piccard | [ 104 ]       |
| 16       | 11. Juli 2016, 04:20 – 13. Juli 2016, 07:10   | Sevilla, Spanien                                         | Kairo, Ägypten                                           | 3.745 km (2.022 sm)   | 2d 2h 50'  | ca. 73,67 km/h          | André Borschberg | [ 105 ]       |
| 17       | 23. Juli 2016, 23:28 – 26. Juli 2016, 00:05   | Kairo, Ägypten                                           | Abu Dhabi, VAE                                           | 2.694 km (1.455 sm)   | 2d 0h 37'  | ca. 55,41 km/h          | Bertrand Piccard | [ 106 ]       |
| Ge- samt | Gesamtdauer: 505 Tage = 1 Jahr und 139 Tage   | Reparaturpause: 3. Juli 2015 – 21. April 2016 (293 Tage) | Reparaturpause: 3. Juli 2015 – 21. April 2016 (293 Tage) | 42.438 km (22.915 sm) | 23d 6h 7'  | ca. 76,04 km/h          |                  |               |

## Sponsoren und Partner
Sponsoren und Partner des Projekts sind:
- Hauptpartner: Solvay, Omega SA, ABB und Schindler
- Offizielle Partner: Covestro, Altran, Swiss Re, Google, Swisscom und Moët Hennessy
- Forschung und institutionelle Partner: EPFL, ESA, IATA und Dassault Aviation

## Auszeichnungen
- 2010: Europäischer Solarpreis 2010 in der Kategorie Transport und Mobilität von Eurosolar[108]
- 2010: Prix Icare 2010 der Association des journalistes professionnels de l’aéronautique et de l’espace (AJPAE)[109]
- 2010: Schweizer Solarpreis 2010 in der Kategorie Persönlichkeiten und Institutionen der Solar Agentur Schweiz[110]
- 2011: Lindbergh Electric Aircraft Prize als Auszeichnung für bedeutende Leistungen in den Bereichen Technik, Design, öffentliches soziales Engagement und Bildung[111]
- 2011: Watt d’Or 2011 vom Schweizer Bundesamt für Energie[112]
- 2012: Champion of the Earth Award des Umweltprogramms der Vereinten Nationen an Bertrand Piccard[113][114]

## Sonstiges
Auf der Projektwebsite, die auch die Funkkommunikation mit dem Piloten überträgt, zeigt der geografische Flugplan für „leg 8“ (gestartet ab 28. Juni 2015 ab Japan über den Pazifik) einen in Gegenrichtung schwimmenden Hai, erkennbar an der typischen Rückenflosse, inmitten des Ozeans. Ein tieferer Fensterrahmen zeigt unter der Überschrift „Joe the shark is waiting for his dinner, watching the flight live on the website!“ ein Comic-Bild mit dem Hai unter Wasser vor aufgeklapptem Laptop mit grimmigem Blick und Sprechblase „I AM FOLLOWING LIVE, YOU NEVER KNOW …“. Im hellen Himmelsblau darüber ist der Flieger mit grosser Spannweite und auf und ab pendelnder Flugspur zu sehen. Rechts vor dem Flieger lockt gelb die Sonne mit einem Smiley-Lachen.
Am 29. Juni 2015, 14 Uhr MESZ twitterte der Pilot Borschberg: „I really hope Joe is not going to get me!“